# Shlomo Zalman Ehrenreich
Shlomo Zalman Ehrenreich (în ebraică:שלמה זלמן אהרנרייך, în idiș:שלמה זלמן עהרנרייך, (n. 26 iunie 1863, Beregszász, Ungaria Regală, Imperiul Austriac – d. 2 iunie 1944, Lagărul de exterminare Auschwitz-Birkenau, Germania Nazistă) a fost un rabin evreu din Rutenia carpatică, care a activat în Transilvania, în Ungaria și apoi în România. A fost cunoscut ca rabin ultraortodox și președinte de tribunal religios iudaic la Șimleu Silvaniei, autor de cărții de response rabinice „Lehem Shlomo”  (Pâinea lui Solomon) și a încă patruzeci cărți de teologie și drept iudaic.
A fost cunoscut pentru ideile sale antisioniste (criticând și colaborarea minimă a partidului ultraortodox Agudat Israel cu sioniștii). El a pierit împreună cu marea majoritate a enoriașilor săi în lagărul de exterminare Auschwitz, unde a fost deportat de autoritățile maghiare pro-naziste (deși i s-a oferit oportunitatea de a se refugia în România, a refuzat, deoarece,se spune, nu a vrut să-și abandoneze obștea).

## Biografie

### Copilăria și tinerețea
Shlomo Zalman Ehrenreich s-a născut în 1863 la Bereg sau Berehove (în maghiară Beregszász) în Rutenia carpatică, parte a Regatului Ungariei din cadrul Imperiului Austriac. El era fiul rabinului Yaakov Ehrenreich (1843-1902) și a soției acestuia, Hendel Reizel Schwartz (1842-1924) care era fiica cea mare a rabinului Avraham Yehuda Hakohen Schwartz din Mád (cunoscut sub numele cărții sale „Kol Arye”),care i-a fost mentor. În copilărie familia s-a mutat la Szobranc în Comitatul Ung, azi Sobrance în Slovacia. De la șase ani a crescut în casa bunicului său.La 13 ani știa deja să scrie „Hidushey Tora” (interpretări noi, originale, ale textelor și legilor religioase ale evreilor) 
La 21 ani a luat de soție pe Hindl Reichmann, nepoata rabinului Yehuda Schindler. Vreme de patru ani a locuit la socrul său, Yosef David Horovitz din Liska (Olaszliszka), azi aflată în Ungaria. După patru ani socrul sau a dat faliment și Ehrenreich a fost nevoit să se mute în târgul Szikszo, în casa părinților soacrei sale care l-au ajutat financiar. I s-a propus sa servească drept rabin în diferite comunități, dar a preferat să-și întrețină familia din comerț. 
Timp de trei ani a condus o băcănie, fără să întrerupă studiul textelor sfinte. Din cauza adâncirii în studii, băcănia a suferit de numeroase furturi și, în cele din urmă a închis-o, trecând la comerțul cu chitre, unul din Cele Patru Specii de plante, pe care le binecuvântează evreii de Sărbătoarea Sukkot. An de an a plecat în portul Triest,care aparținea tot Austro-Ungariei pentru a se aproviziona cu chitre. În restul timpului a continuat să se ocupe cu învățătura rabinică și scrierea de Hidushei Torá. Nici negustoria cu chitre nu a fost destulă pentru întreținerea familiei, așa că, după multe încercări de a-l convinge din partea unor rabini, între care Avraham Itzhak Glück, președintele tribunalului rabinic din Tolcsva, Shmuel Rosenberg, președintele tribunalului rabinic din Unsdorf (Huncovce în Slovacia), și Sharaga Tzvi Tennenboim, rabinul din Szendrő, Ehrenreich s-a înduplecat să preia misiunea de rabin.

### Rabin la Hejőcsaba
În 1894 Ehrenreich a fost ales rabin al localității Hejőcsaba sau pe scurt, Csaba, apropiată de orașul Miskolc și, în zilele noastre, parte a orașului.Alegerea s-a lovit, însă, de împotrivirea a unei părți din evreii locali, care au reclamat vicieri ale procedurii de alegere și au cerut comitetului comunităților ortodoxe anularea numirii în favoarea unui alt rabin, care ar fi fost adevăratul ales. În urma discuțiilor dintre părți, s-a decis alegerea al unui rabin terț, Yehuda Altmann. Rabinul Tennenboim, s-a opus,însă, anulării alegerii lui Ehrenreich, motivându-și poziția prin erudiția candidatului și prin situația sa grea financiară și copiii săi numeroși. Arbitru în dispută a fost rabinul Avraham Itzhak Glück din Tolcsva care a decis în favoarea lui Ehrenreich. În consecință, el s-a mutat la Csaba. Acest nume maghiar Ehrenreich îl scria și pronunta la fel cu cuvântul ebraic Tshuvá ([în pronunția așkenază tshúve תשובה) - care înseamnă „pocăință”.
Ehrenreich a întemeiat la Csaba o ieșivă în care a predat Talmudul babilonian după metoda numită „Ghefet”  bazată pe Ghemara, Perush Rashi (comentariile lui Rashi), Tosafot), Halaha după Shulhan Arukh, primele două cărți din cele patru („Arbaá Turim”) ale lui Yaakov Ben Asher (Orakh Haim și Yorè déá), Pentateuhul (Humash) cu comentariul lui Rashi. Pe elevii cei mai buni îi introducea în dezbaterile sofisticate (sughia) cu trimiteri la învățații din evul mediu și cei de după aceea („rishonim” și „aharonim”)
Participând la Conferința rabinilor ortodocși din Ungaria, Ehrenreich a rugat pe baronul Wilhelm Karl von Rotschild din Frankfurt, cunoscut în ebraică sub numele Shimon Zeev Rothschild (poreclit în cercurile religioase „Cel Drept” - Hatzadik) să ofere o bursă pentru elevi de ieșivă excepționali care erau în pragul căsătoriei, pentru ca să poata continua studiile. Propunerea nu a fost acceptată, dar Rothschild a devenit interesat de starea materială a învățământului religios evreiesc în Ungaria, și a decis să le ajute financiar. Ehrenreich a fost numit de rabinul Itzhak Reich, președintele Comitetului comunităților ortodoxe, în fruntea unuia din comitetele care împărțea sumele donate în trei regiuni din țară. 
Salariul ca rabin la Csaba nu era nici el suficient pentru cheltuielile necesare familiei sale, și ducea o viață de sărăcie. Soția crestea o vacă, care furniza laptele și brânza pentru mâncarea de zi de zi a rabinului și familiei. La sfatul rabinului din Sighet, Yom Tov Lipa Teitelboim  (poreclit după cartea sa, „Kedushat Yom Tov"), în luna Elul 1899 evreii ortodocși din Șimleu Silvaniei l-au ales pe Ehrenreich ca rabin al lor și al comunităților evreiești din jur.

### La Șimleu Silvaniei
Și la Simleu Silvaniei (în idiș Șimloi) rabinul Ehrenreich a înființat o ieșivă, în care s-au înscris circa o sută de elevi, o parte dintre ei foști elevi ai săi de la Olaszcsaba. De asemenea, a deschis pentru copii mai mici și o școală tradițională Talmud Tora cu câteva sute de elevi. A stabilit în comunitate reguli stricte religioase si sociale în spiritul iudaismului ultraortodox (haredit) precum: limitarea prețului pietrelor funerare în cimitir, despărțirea femeilor de bărbați la nunți, un cod vestimentar strict pentru femei și bărbați deopotrivă, prevăzând acoperirea corpului conform prescripțiilor religioase cele mai severe, interzicerea vânzării de carne nerituală de către evrei nici măcar clienților creștini. A inițiat construirea unei noi băi rituale - mikve - după criterii religioase mai stricte, și a convins familiile să-și trimeată copiii la ieșivele locale, și nu la gimnaziul municipal.
Ca pedagog s-a împotrivit metodei „împărțirii firului in patru” (în ebraică „pilpul”) și a promnovat explicații clare și pe înțelesul tuturor.
Când a avut 40 ani a izbucnit un incendiu în biblioteca sa. Pătruns de credința în pronierea divină particulară, rabinul Ehrenreich era convins că incendiul a fost destinat să distrugă acele comentarii de hidushei torá compuse după metoda „pilpul” și care nu reflectau, cum se cuvinea, adevărul Torei. Între acele texte distruse s-a găsit și predica de Bar Mițva pe care a scris-o la 13 ani, și pentru care fusese foarte lăudat de bunicul său. Mai târziu s-a străduit ca predicile sale să nu depașească 20 minute, și să-i aducă pe ascultători să-și audă vocea propriei conștiințe și a moralei.
Stilul conducerii sale a fost descris ca fermă și imparțială, dar deschisă spre atenție și empatie față de cei ce i se adresau. Era in genul celui atribuit lui Shamay cel Bătrân în tractatul Pirkei Avot:„Spune puțin și fă multe și primește-l pe orice om, cu fața bună”. Era respectat si de ceilalți evrei din oraș, care nu erau evlavioși, si poreclit „părintele orașului”. Săracii comunității erau ospătați în casa sa în mod regulat.
Era stimat și de concetățenii creștini. După Primul Război Mondial când orașul a fost alipit la România, noul sef român al jandarmeriei l-a vizitat pentru a se sfătui cu el în problemele poliției și ale orașului.
În ciuda stricteții halachice, în sentințele sale căuta Ehrenreich să țină seama de contextul social și economic, și să ușureze pedepsele. Într-un caz în care un om nevoiaș avea pierderi financiare din cauza sentinței religioase, rabinul obișnuia  să-l despăgubească, returnându-i suma pierdută din propriul buzunar.

### Anii Holocaustului
După reanexarea Transilvaniei de Nord la Ungaria lui Horthy în urma Dictatului de la Viena (1940) a continuat rabinul să-și vadă de studii și să publice Hidushey Torá. Când i s-a reproșat că se preocupa de cărțile sale într-o vreme in care evreii erau prigoniți, el a replicat:
„Dimpotrivă... sa arătăm fraților, fii ai lui Israel, că avem credință în Dumnezeu că nu ne va părăsi si nu ne va lăsa de izbeliște...În ciuda necazurilor noi găsim plăcere în Tora noastră sfântă si ne străduim să scoatem la lumină cărți noi, cărți de înțelepciune și învățătură. Prin aceasta noi dovedim cât de mare este dragostea noastră de Torá și prin meritul dragostei de Torá cea sfântă, ea ne va apăra”
. La sfârșitul lunii martie 1944 a rostit ultima sa predică în sinagoga sa din Șimleu, de pericopa lunii (Parashat Hahodesh).
În predicile sale din 1939-1940 în fața prigoanei și crimelor împotriva evreilor din Germania nazistă și țările ocupate de aceasta, rabinul Ehrenreich credea ferm că toate aceste fapte nu sunt întâmplătoare, nu se explică prin argumentele urii dușmanilor, ci sunt în mod sigur voia lui Dumnezeu, care își pedepsește poporul din cauza păcatelor sale   Din punctul său de vedere evreii s-au făcut vinovați de două principale încălcări ale legii lui Dumnezeu: asimilaționismul (de pildă. în predica de Slihot 1939 a acuzat pe evreii din Germania că s-au asimilat între neamuri, pe evreicele din Viena că mergeau la teatru etc) și sionismul.
În acelaș timp nu s-a împiedicat să constate: «Este greu de înțeles de ce Dumnezeu trebuie să-i pedepsească pe nevinovați. Dar nu putem să punem această întrebare. Este judecata lui Dumnezeu. Când Dumnezeu ne va ajuta și ne va mântui, cu toții vom înțelege».
La câteva luni după invadarea Ungariei de către aliata ei, Germania, la 19 martie 1944, rabinul și familia sa au fost mutați în Ghetoul Somlyó, unde el a continuat să scrie hidushey Torá. Odată cu el au fost închiși în ghetou 8,500 evrei din Șimleu și din județul Sălaj.
În ultima sa broșură a scris:
„Am încheiat această broșură în ziua a cincea de Seder Metzorá, anul 5704, care este o vreme de năpastă pentru Yaakov, dar va fi mântuit din ea”
Această broșură a fost păstrată de un locuitor creștin din oraș și a fost tipărită după 21 ani în cartea „Hamaor de rabinul Zerahia Halevi din Gerona odată cu comentariul lui Ehrenreich „Meorot Shlomo”.
Pe când era încă în ghetou i s-a propus să fugă în România, dar a răspuns că s-a ivit o ocazie de a împlini porunca de sfințire a Numelui lui Dumnezeu, ceea ce nu se întâmplă în orice generație, și el nu vrea să fie exceptat de la regulă.
După sărbătoarea evreiască de Șavuot rabinul și obștea lui au fost urcați în trenul cu care au fost transportați la Auschwitz-Birkenau. La data de 2 iunie, 11 Sivan, s-a numărat printre cei 80 de evrei din Simleu omorâți de îndată după sosire.
După război, fiul său Yehoshua Ehrenreich, i-a moștenit locul la Șimleu până în 1950  când a emigrat în Israel. Alt fiu care a supraviețuit, Shimon Zeev Ehrenreich, a înființat la Ierusalim editura „Mifal Keset Shlomo” care a editat scrierile tatălui.

### Relația sa cu Țara sfântă și ostilitatea față de sionism
Ca marea majoritate a rabinilor ultraortodocși din Transilvania și Ungaria Ehrenreich era foarte ostil sionismului,și până și partidului ultrareligios Agudat Israel. În schimb, avea sentimente de dragoste pentru Țara Sfântă (Țara Israel) pe care a vizitat-o în două rânduri, în 1930, la vârsta de 67 ani, si apoi, în 1935, la 73 ani. I s-a propus să intre in conducerea obștii haredite din Ierusalim. Se spune că, în tinerețe, înainte de a fi lucrat ca rabin, ar fi gândit să se așeze acolo.
Ca rabin, și-a încurajat enoriașii sa doneze pentru evreii săraci din Palestina și pentru fondul Rabinului Meir Baal Hanes, și într-adevăr, evreii din Șimleu au fost înregistrați în fruntea donatorilor pentru acest fond  dintre toate comunitățile din Regatul Ungariei. În 1939 avea de gând să mai facă o vizită în Palestina, dar sănătatea nu i-a permis. În acelaș an a publicat o broșură contra sionismului, pe care l-a acuzat că pângărește Țara Sfântă
cu faptele sale contrare Torei A chemat pe evrei să nu doneze niciunei organizații sioniste, religioase sau laice.

## Scrieri

#### În domeniul Talmudului si al legii iudaice Halahá
- Response despre "Shulhan Arukh
  - 4 volume despre Orakh Haim (vol I, Șimleu 1923-24)
  - 2 volume despre Yore Dea  (vol.I Șimleu  1937-38)
  - 2 volume despre Even Haezer vol.I, Ierusalim 1962-63, pe saitul Hebrew Books
  - volum de response despre Hoshen Mishpat.
- "Meorot Shlomo - Shemen leMaor uvsamim lashemen - hidushim uveurim - Hamaor Hagadol umilhemot Adonay - în 2 părți   .
- "Beit Shlomo " hidushim despre Shas (Sidrei Mishna)
- "Mishne Shlomo" -hidushim despre Mishne Tora  de Maimonide în două părți
- "Even Shlomo " (Piatra lui Shlomo) despre cartea Even Haezer  de Eliezer Ben Nathan, Șimleu   1925-26
- " Tiferet Shlomo  corecțiuni (Hagahot) pentru Shas și celelalte cărți
- " Tiferet Shlomo " corecțiuni (Hagahot)  pentru cele patru părți ale Shulhan Arukh

#### În domeniul Bibliei ebraice (Tanakh), al literaturii de Agadá și Musar
- "Even Shlomo" (Piatra lui Shlomo) în 3 volume -despre Tanakh, Midrash ,Hazal bederekh Pardes Cartea Genezei, Exodul, Leviticul, Numeri, Deuteronomul, Ierusalim תשכ"ג, pe saitul Hebrew Books 1962-1963
- "Gan Shlomo despre Tora
- "Beer Shlomo" - explicații și addenda la cartea Kol Arie despre Tora, de Avraham Yehuda Hakohen, Șimleu  1903-1904
- "Tehilat Shlomo" despre Psalmi.
- "Ateret Shlomo" despre cele cinci Suluri (Meghilot)
- "Midrash Shlomo" - predici.
  - "Avney Hamakom, culegere de predici in memoria autorului,Ierusalim  1978-1979
- "Tiul Bapardes" despre Biblia ebraică, Midrash, Hazal, Șimleu 1938-1939, partea I Partea a II-a
- "Tiul bapardes", despre cartea cabalistică „Iggeret Hatiyul” de rabinul Haim, fratele Maharalului Yehuda Löw din Praga  Ierusalim, 1956-1957 .
- "Avney Shlomo" despre sărbători - Moadim - partea I Shabat și Rosh hodesh, partea a II-a Rosh Hashana, Yom Kipur, Sukot, Shmini Atzeret, Shavuot  , Partea a III-a despre Hanuka și Purim, partea a IV-a despre Pesah, Hagada shel Pesah, partea a V-a despre Shavuot și Matan Tora (Dăruirea Torei)
- "Matza Shlomo despre Hagada shel Pesah .
- "Ikra DeHaim" - pomelnice despre fratele său, rabinul Haim Tzvi Ehrenreich din Mád și rabinul Haim Elazar Shapira din Munkács, Șimleu  1936-1937
- "Em laviná" despre Pirkei Avot, -manuscrisul a ars și s-a pierdut în timpul Holocaustului
- note și addenda la cartea de morală Rahamey Haav de rabinul Yaakov Katina

#### Literatură generală
- Igrot Lehem Shlomo - culegere de epistole, scrisori și acorduri de rabinul Shlomo Zalman Ehrenreich, adunate din surse diverse intre scrierile rabinului și ale altora, editată de Hevfra Mefitzei Tora din familia Kol Arye, New York 1993-1994